# Arnaldo Lima Ourique

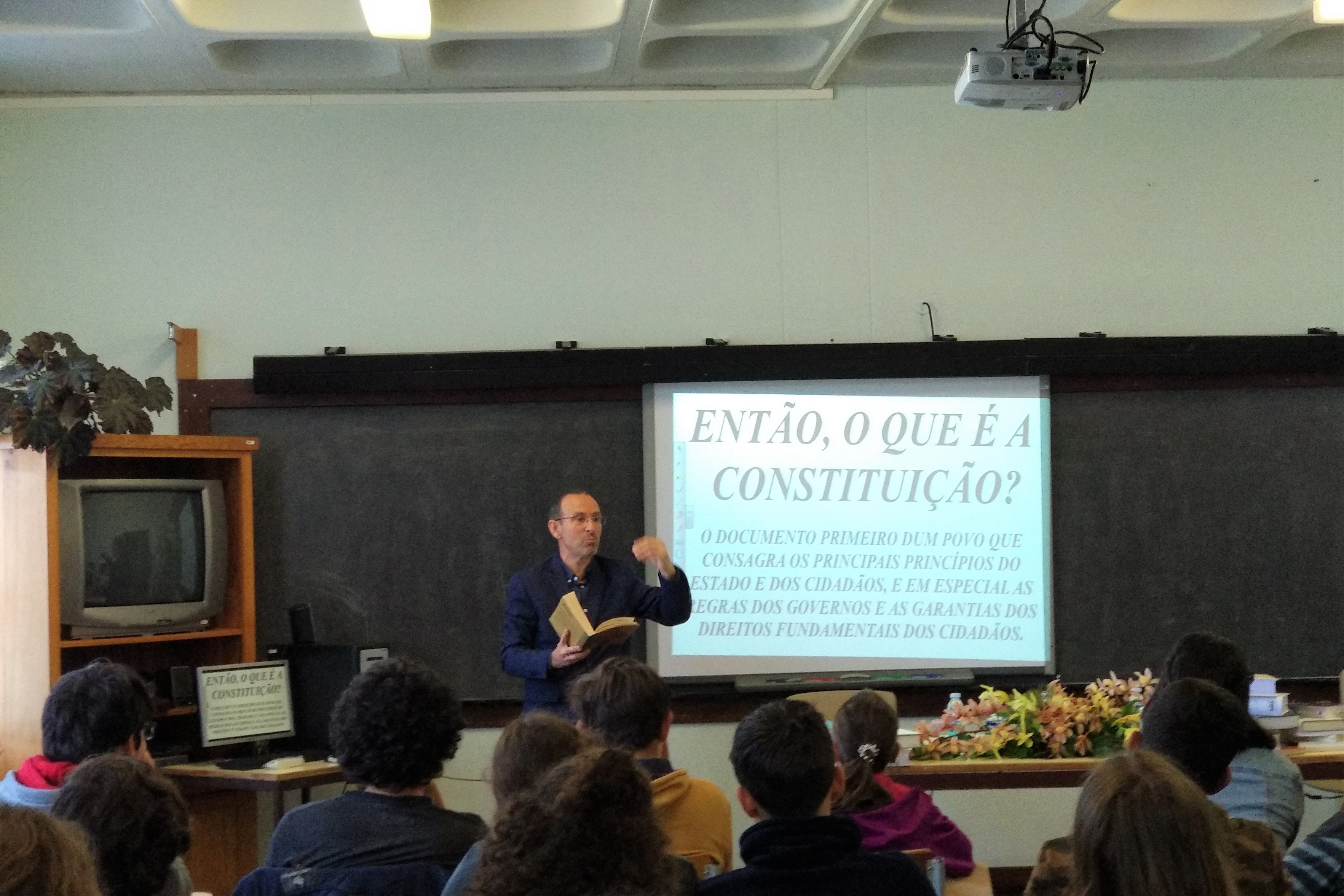
Arnaldo Ourique em curso sobre a Constituição Portuguesa (EBI Biscoitos, 14 mai 2019)

Arnaldo Lima Ourique (São Mateus, ilha Terceira, 22 de dezembro de 1958) é um jurisconsulto na Administração Pública da Região Autónoma dos Açores, em Portugal.

## Biografia
Estudou na Escola Secundária de Angra do Heroísmo (atual Escola Secundária Jerónimo Emiliano de Andrade), vindo a ingressar em 1990 na Faculdade de Direito da Universidade de Lisboa, onde se licenciou (1995).
Fez o curso de Advocacia (1997-1998) e, concluído o respectivo estágio, inscreveu-se na Ordem dos Advogados Portugueses, hoje com inscrição suspensa.
Prosseguiu estudos concluindo uma pós-graduação em Direito Regional (1998) e um Mestrado em Direito Constitucional e Direito Regional (2001-2002), orientado pelo Professor Paulo Otero, da Faculdade de Direito da Universidade de Lisboa, com dissertação intitulada O Poder Normativo dos Governos Regionais (2002).
Além de formador jurídico, atua como orador em palestras e convénios, e como consultor jurídico em diversas instituições na ilha Terceira.
Investigador especializado em matérias políticas e constitucionais das Regiões autónomas de Portugal, as suas principais áreas de investigação são: Direito Constitucional, Direito Autonómico, Direito Estatutário, Direito Regional, Direito Administrativo, Filosofia do Direito e História Política dos Açores.
Como especialista em Direito Constitucional Autonómico, participa ativamente no debate de matérias autonómicas desde 1996, e acerca de vários assuntos constitucionais, estatutários e legais, e para vários órgãos de comunicação social e instituições públicas e privadas. Tem, nestas matérias, extensa obra publicada no país e no estrangeiro.
É sócio do Instituto Açoriano de Cultura (IAC) e colaborador assíduo na revista daquela instituição, Atlântida.

## Obra
A sua obra centra-se na reflexão e no aprofundamento das questões jurídicas da autonomia.

### Livros e compêndios
- Breve anotação sobre a história da autonomia dos Açores, elementar monografia a propósito dos 25 anos da autonomia constitucional dos Açores (2001).
- Os Limites Jurídico-constitucionais do Poder Legislativo Regional (Prefácio de Jorge Miranda) (2001).
- Verificação Preventiva da Constitucionalidade e Legalidade nas Regiões Autónomas (Prefácio de Marcelo Rebelo de Sousa) (2002).
- Autonomia portuguesa: mitologia ou realidade? (2008).
- Autonomia Administrativa dos Açores antes de 1976. Apontamentos Jurídicos (2008).
- Ensaio sobre os poderes do Representante da República nas Regiões Autónomas Portuguesas (2009).
- As Regiões Insulares nas Primeiras Constituições Portuguesas. Constituições Liberais Monárquicas de 1822, 1826, 1838 e Primeira Constituição Republicana de 1911 (2010).
- Oitava Revisão da Constituição Portuguesa Anotação Sobre os Projetos, Regime Autonómico e Representante da República para as Regiões Autónomas (2010).
- Autonómicas Constitucionalidades Ensaios sobre as Regiões Políticas Portuguesas (2011)).
- Sala da Autonomia. Outros ensaios sobre as regiões autónomas portuguesas (2011).
- Arco constitucional. Elementares ensaios jurídicos e políticos sobre as regiões autónomas portuguesas (2011).
- Autonomia Constitucional. Pequenos Ensaios sobre Prerrogativas das Autonomias Portuguesas (2012).
- Taurinidade Açoriana. Da Legislação sobre Arte Taurina, Touros e Touradas nos Açores (2012).
- Açores, Direito e Política (2013)).
- Condição autonómica. Básicos ensaios jurídico-políticos e constitucionais sobre as regiões autónomas de Portugal (2013).
- Código Taurino Anotado. Do Nascimento da Autonomia Taurina Político Normativa na Região Autónoma dos Açores. (Comentário, organização e fixação de texto da Tourada à Corda da Terceira na Legislação de 1978 até aos nossos dias) (2013; 2.ª ed., 2016).
- O pensamento jurisconstitucional das autonomias políticas portuguesas. Volume I, de 1976 a 1982, Comissão Constitucional, 2014.
- Dicionário das autonomias políticas das regiões autónomas portuguesas (2014).
- Padrão Constitucional das Autonomias Portuguesas (2015).
- Leis Fundamentais de Portugal (2016).
- Da Autonomia ao Estado - Entrevistas 2016 (2017).
- Autonomia Política 2016, outros escritos soltos (2017).
- Política Desportiva dos Açores nos 40 anos de Autonomia. Quatro Décadas de Legislação (2017).
- Estatutos da Autonomia Política da Região Autónoma dos Açores - 40 anos de Política Estatutária (2017).
- Política Orgânica Parlamentar dos Açores nos 40 anos de Autonomia. Quatro Décadas de Regimentos Parlamentares e Outras Normas Conexas (2017).
- Monumental Autonómica. Lista descritiva das leis regionais dos 40 anos de Autonomia Açoriana (2017).
- A Lei da Corda. Comentário e anotação ao regime jurídico da tourada à corda da ilha Terceira (2017).
- Política da Organização Governativa dos Açores nos 40 anos de Autonomia. Quatro Décadas de Leis Orgânicas dos Governos da Região Autónoma (2017).
- Pensamento autonómico: ensaios de 2017 (2018).
- Autonomia regional: esboços de 2018 (2018).
- As ideias de Autonomia. Na CEVERA-Comissão Eventual para a Reforma da Autonomia da Assembleia Legislativa dos Açores, entre 2017 e 2019 (2018).

### Estudos publicados em periódicos
- Princípio Fundamental de Lei Geral da República e Autonomia Legislativa dos Açores. Anotação ao Acórdão 621/99 do Tribunal Constitucional, in Atlântida, vol. XLV, 2000, pp. 347-360.
- Introdução à Autonomia Legislativa Desportiva nas Regiões Políticas em Portugal. O Caso dos Açores, in Atlântida, vol. XLVII, 2002, pp. 321-344.
- O governo das ilhas portuguesas no final do século XX, in Arquipélago, vol. VII, 2.ª série, 2003, 2004, pp. 197-225.
- Regulamentos independentes do governo regional (o poder normativo do governo regional nas regiões autónomas), DataJuris (2007).
- As grutas dos Açores, de quem são?, in Pingo de Lava, n.º 42, Dez. 2018, 2018.
- Vagas autonómicas a propósito dos quarenta anos da Autonomia Constitucional dos Açores in Boletim do Instituto Histórico da Ilha Terceira, vol. LXXVI, 2018.

### Outros estudos e ensaios
- As ideias de autonomia do Presidente do Governo dos Açores, 2015.
- Sistema de governo dos Açores, 2015.
- O espaço numa região autónoma, 2015.
- A partilha do mar como problema autonómico. O caso do Mar dos Açores, 2015.
- Jurisprudência constitucional sobre regiões autónomas, 2015.
- Governo das Ilhas, 2015.
- Tradicionalidade dos «três centros urbanos», 2015.
- Autonomia, partilha e integração, 2015.
- Autonomia Estanque, 2015.
- A proposta constitucional do Presidente da República, 2015.
- Autonomia antiquada, 2015.
- A autonomia nas legislativas (nacionais) de 2015, 2015.
- Direito constitucional de acesso ao desporto, 2015.
- A autonomia nas legislativas regionais de 2016, 2016.
- Açores, o que fazer com 40 anos de Autonomia, 2016.
- Cientificação da Autonomia, 2016.
- Relação de forças nos 40 anos de Autonomia Eleitoral, 2016.
- A urgência da Autonomia dos Açores. Visão constitucional, 2018.
- Democracia de expressão nos Açores, 2018.